# Plan (Isère)
Plan – miejscowość i gmina we Francji, w regionie Owernia-Rodan-Alpy, w departamencie Isère.
Według danych na rok 1990 gminę zamieszkiwały 184 osoby, a gęstość zaludnienia wynosiła 30 osób/km² (wśród 2880 gmin regionu Rodan-Alpy Plan plasuje się na 1443. miejscu pod względem liczby ludności, natomiast pod względem powierzchni na miejscu 1425.).